# ASASSN-15lh
ASASSN-15lh (také označovaná jako SN 2015L) by mohla být superzářívá supernova zaznamenaná All Sky Automated Survey for SuperNovae (ASAS-SN) v roce 2015 v jižním souhvězdí Indiána. Objev, potvrzený skupinou ASAS-SN a několika dalšími teleskopy, byl formálně popsán a publikován 15. ledna 2016 v časopise Science, ale další nezávislý výzkum nabídl alternativní vysvětlení původu tohoto jasného objektu (viz níže). Je-li ASASSN-15lh skutečně supernova, jde o nejzářivější zaznamenanou supernovou; v nejjasnější fázi byla padesátkrát zářivější než celá Galaxie Mléčná dráha, s energii stobilionkrát větší než Slunce. Vrchol absolutní hvězdné velikosti byl −23,5, vyzařující 2×1040 wattu. Vyzářená energie přesáhla 1045 joulů. Supernova vykazovala rudý posuv 0,2326, v klidné, ale viditelné galaxii vzdálené kolem 3,8 miliard světelných let od Země. Podle Krzysztofa Staneka z Ohijské univerzity, jednoho z předních výzkumníků ASAS-SN. „Kdyby k tomu došlo v naší galaxii, zářila by více než měsíc v úplňku; nebyla by žádná noc a byla by skvěle viditelná za dne.“
V prosinci 2016 publikoval jiný tým astronomů v časopise Nature Astronomy hypotézu, že ve skutečnosti nejde o supernovu, ale o hvězdu roztrhanou gravitačním působením supermasivní černé díry. Protože k roztrhání došlo ještě před horizontem událostí, je možno tento jev pozorovat. Podle navrhovaného scénáře superhmotná černá díra sídlící v centru této galaxie roztrhala hvězdu o velikosti Slunce, která se přiblížila příliš blízko. Tento jev bývá označován jako slapové roztrhání (tidal disruption event) a byl dosud pozorován jen asi desetkrát. Během procesu dochází k protahování tělesa hvězdy (někdy je pro popis této fáze používán termín „špagetifikace“, anglicky „spaghettified“) a následné rázové vlny kolidujících zbytků spojené s teplem vytvořeným během jejich akrece na černou díru vedou k intenzivnímu světelnému záblesku. Díky tomu tento jev skutečně může připomínat velmi jasnou supernovu, i když hvězda sama by se kvůli nízké hmotnosti nikdy supernovou nestala.